# 瓦加河

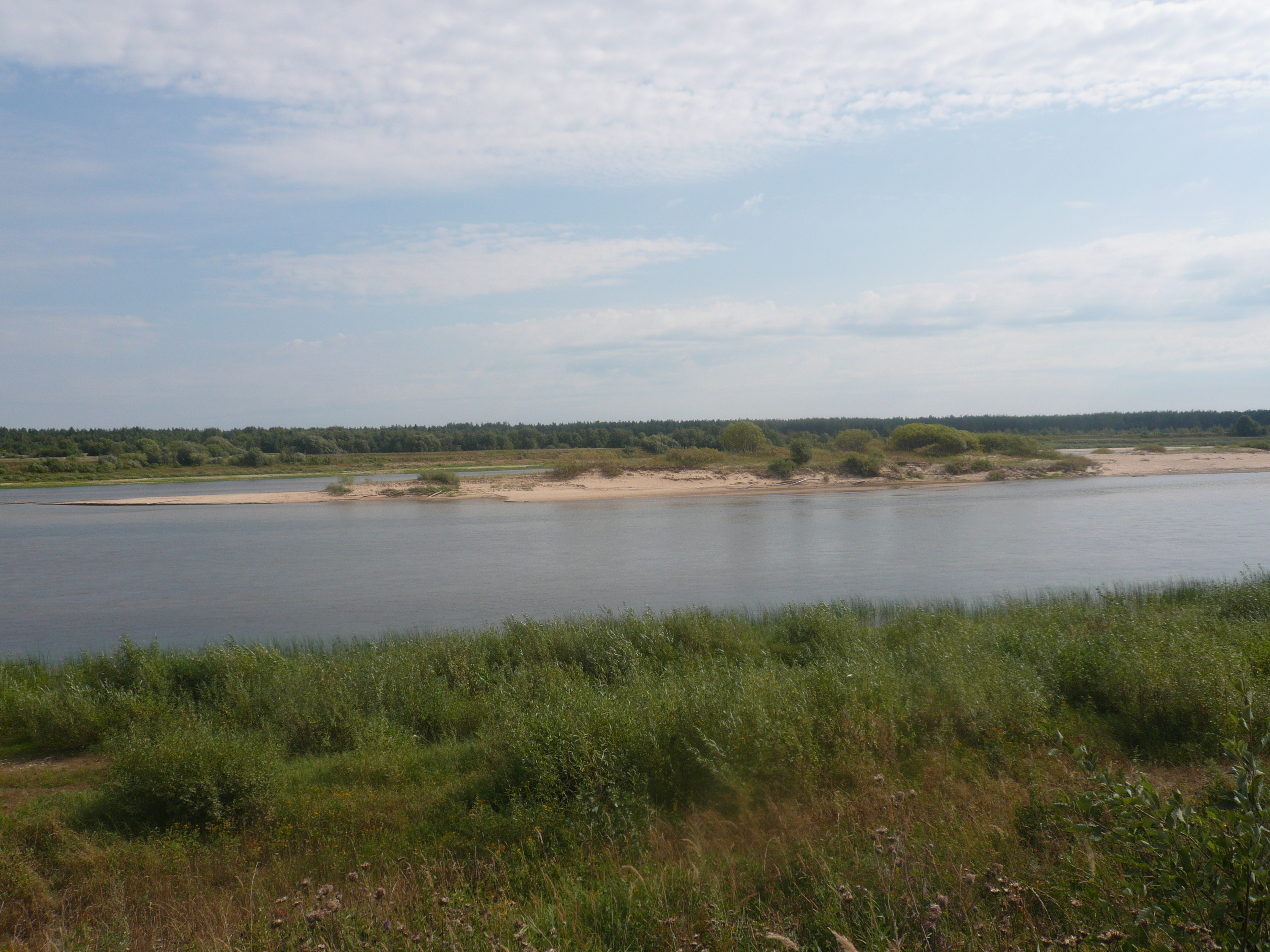

瓦加河是俄羅斯的河流，位於沃洛格達州和阿爾漢格爾斯克州，屬於北德維納河的支流，河道全長575公里，流域面積44,800平方公里，河畔小鎮有韋利斯克和申庫爾斯克。
瓦加河在雨季時差不多整條河道可讓船隻航行，而河道在11月中至4月被冰封。